# Sclaigneaux

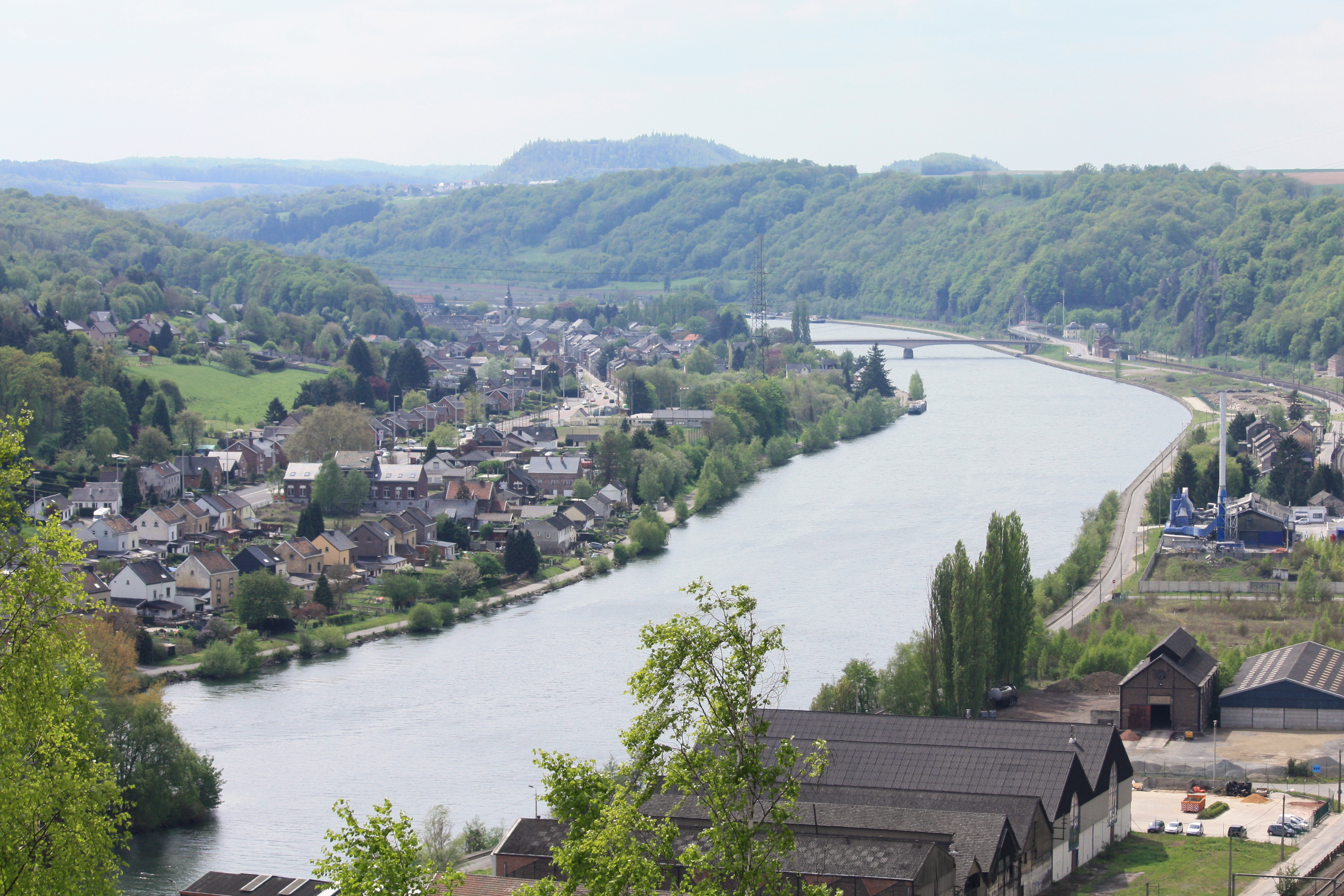
Sclaigneaux rechts van de Maas tegenover Sclaig links ervan

Sclaigneaux is een dorp in België dat deel uitmaakt van Andenne. Het ligt aan de linkeroever van de Maas aan de overzijde van Sclayn, waarmee het verbonden is met een brug over de Maas.

## Patrimonium
- Het 'Natuurreservaat Sclaigneaux' omvat 50 hectare vooral rotsachtig landschap, parallel met de Maas.
- De rotsen en steengroeven van Sclaigneaux.
- Het Station van Sclaigneaux is een treinhalte op lijn Nr 125, van Namen naar Luik.
- De 'Tunnel de Sclaigneaux', een tunnel van 225 meter lang op de spoorlijn Nr 125 (die Namen met Luik verbindt) tussen Sclaigneaux en Seilles.
- De 'Havenzone van Sclaigneaux', een openbare haven aan de Maas, die afhangt van de autonome haven van Namen.